# Jack Root
John Arthur Root, profesionálně známý jako Jack Root (26. května 1876 Frahelž – 10. června 1963 Los Angeles) byl americký boxer a první mistr světa v lehkotěžké váze. V roce 2011 byl zvolen do mezinárodní boxerské síně slávy.

## Život
Sportovní historici o něm uvádějí, že se stal prvním mistrem světa v lehkotěžké váze. Jeho zápas s Georgem Gardinerem, který se konal 4. července roku 1903, byl označován za první titulový zápas v divizi. Při jejich odvetě ho o titul připravil.
V 80. letech 20. století se objevily dokumenty, které jako prvního šampiona uváděly jako Joe Choynskiho. Ten toto tvrzení nikdy nepotvrdil.
Druhou šanci na zisk titulu měl v červenci roku 1905 proti Marvinu Hartovi. Zápas knouckoutem ukončil Hart a stal se novým šampionem.
Po ukončení profesionální kariéry sloužil jako poručík v americké armádě během první světové války.
Po skončení služby se stal prezidentem a manažerem boxerské organizace ve slavném losangeleském Olympijském sále.

## Smrt
Zemřel 10. června roku 1963 v Temple Hospital v Los Angeles na Infarkt myokardu. Bylo mu 87 let.